# Coxe-Gletscher
Der Coxe-Gletscher ist ein Gletscher im US-Bundesstaat Alaska. Er befindet sich im Chugach National Forest knapp 100 km östlich von Anchorage.

## Geografie
Der 10,5 km lange Coxe-Gletscher hat sein Nährgebiet auf 1500 m Höhe in den südwestlichen Chugach Mountains. Von dort strömt er in südwestlicher Richtung und endet am Nordostufer des Barry Arm, einer Seitenbucht des Prinz-William-Sunds. Der Gletscher bedeckt eine Fläche von etwa 16 km² und besitzt eine mittlere Breite von 1,5 km. Westlich des Coxe-Gletschers verläuft der größere Barry-Gletscher.

## Namensgebung
Benannt wurde der Gletscher im Jahr 1910 nach William Coxe (1748–1828), einem englischen Historiker.